# Chorzów

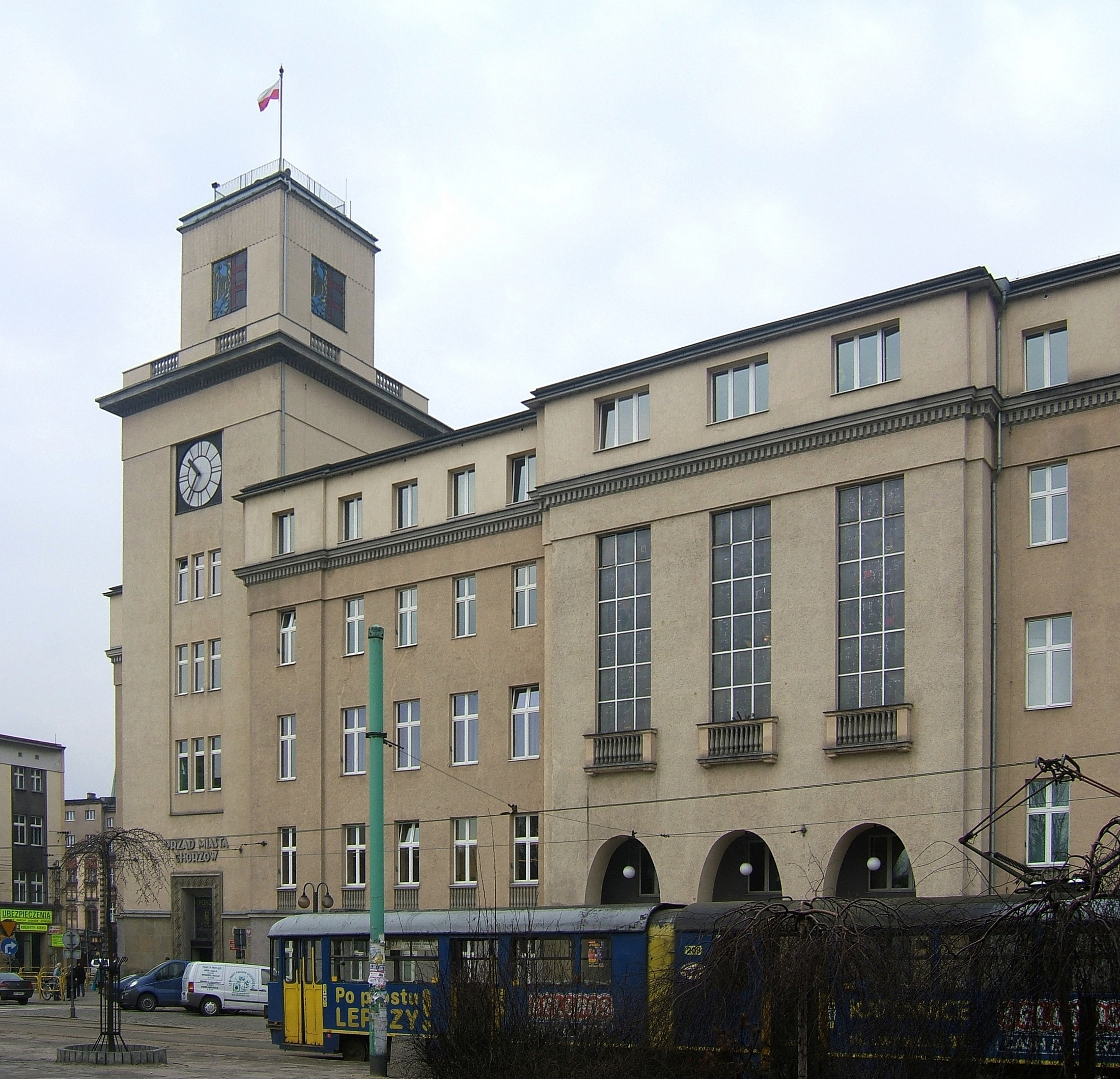
Rådhuset i Chorzów.

Chorzów (tyska Königshütte, polska Królewska Huta 1922-1934) är en stad i södra Polen belägen cirka 10 kilometer nordväst om Katowice. Staden hade 103 229 invånare år 2021.
Chorzów bildades 1934 genom sammanslagning av orterna Chorzów, Królewska Huta, Nowe Hajduki och Hajduki.
Königshütte var ursprungligen ett 1798 grundat järnverk, som snart gav upphov till industrier i de angränsande orterna.
I Chorzów finns idrottsarenan Schlesienstadion (polska: Stadion Śląski), där Armand Duplantis satte världsrekord i stavhopp den 25 augusti 2024.

## Kända personer
- Adam Taubitz
- Franz Waxman
- Ingmar Villqist

## Stadsdelar
- Chorzów Stary (Chorzow)
- Chorzów Batory (Bismarckhütte)
- Chorzów Miasto (Stadtzentrum)
- Chorzów II
- Maciejkowice (Maczeikowitz)
- Klimzowiec (Klimsawiese)